# Hans-Martin Heinemann

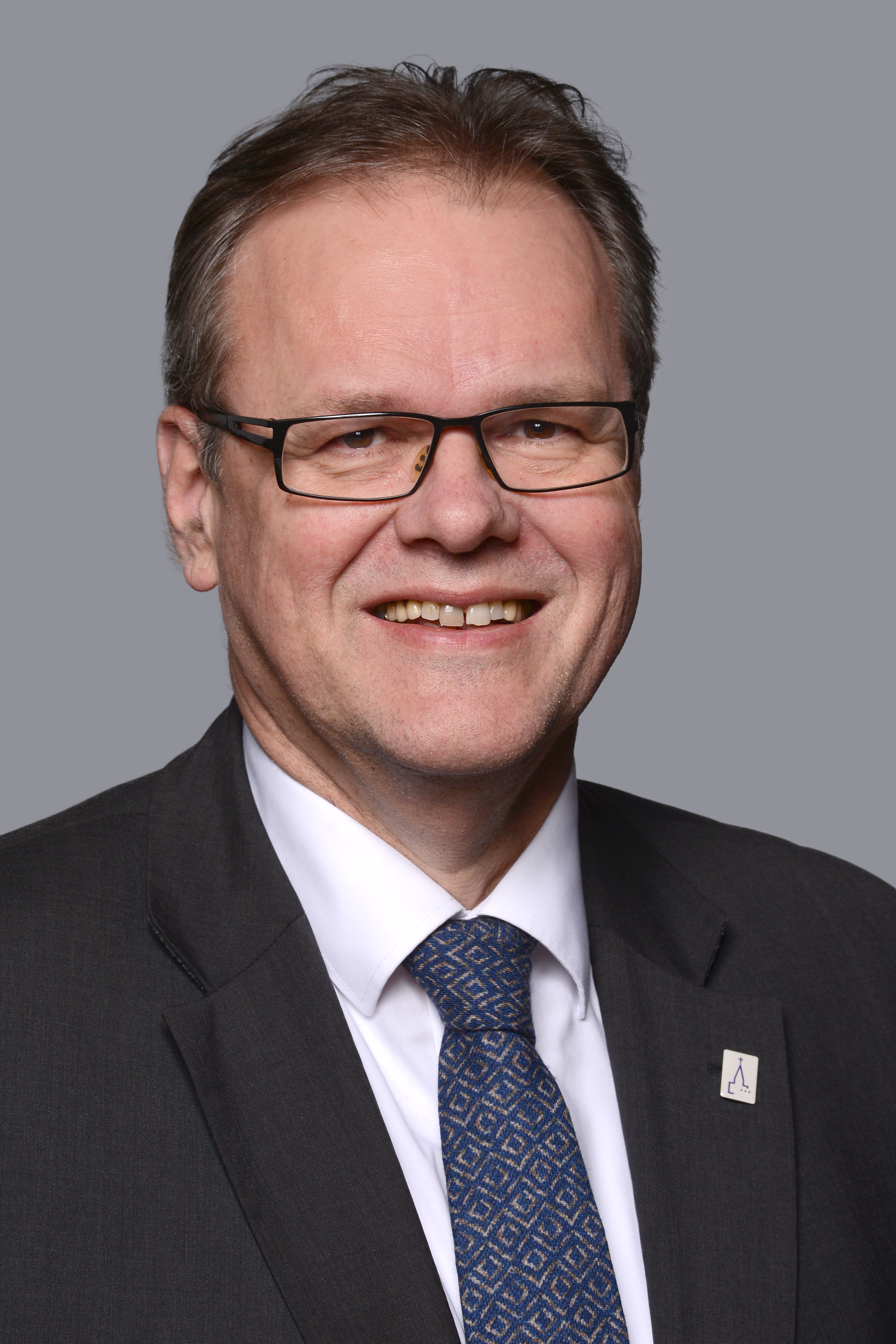
Hans-Martin Heinemann

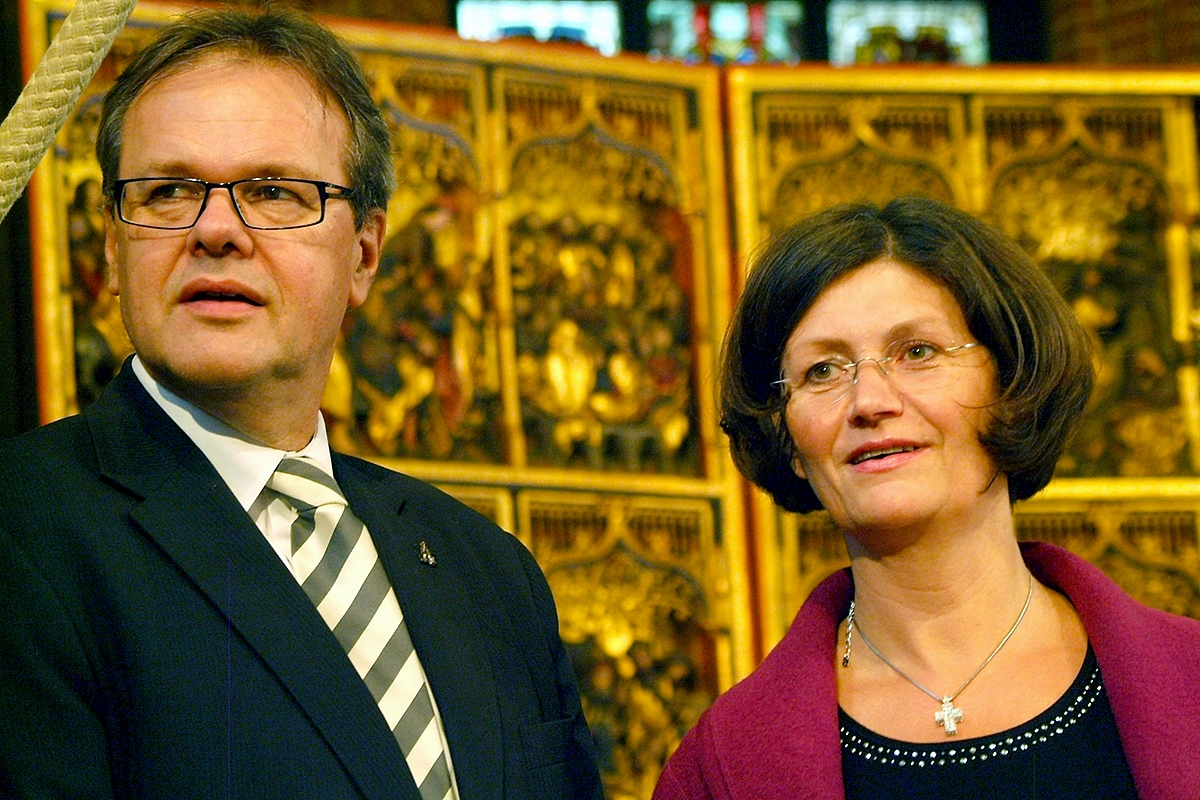
Stadtsuperintendent Hans-Martin Heinemann mit Pastorin Hanna Kreisel-Liebermann in der Marktkirche zum Auftakt der 6. Langen Nacht der Kirchen in Hannover

Hans-Martin Heinemann (* 1. September 1953 in Watzenborn-Steinberg) ist ein deutscher Theologe, evangelischer Pastor. Bis 2019 war er als Stadtsuperintendent oberster theologischer Repräsentant des Stadtkirchenverbandes Hannover mit 61 Gemeinden in Hannover, Garbsen und Seelze sowie Vorsitzender der Stadtkirchenvorstandes und Inhaber der ersten Pfarrstelle an der Marktkirche Hannover.

## Leben

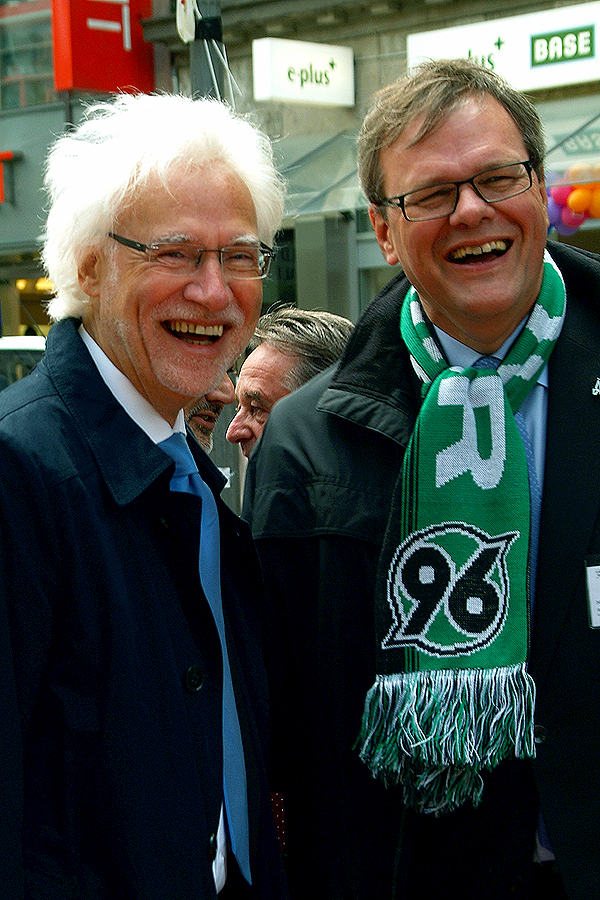
Heinemann und Hannovers Bürgermeister Bernd Strauch während der Solidaritätstafel auf der Georgstraße

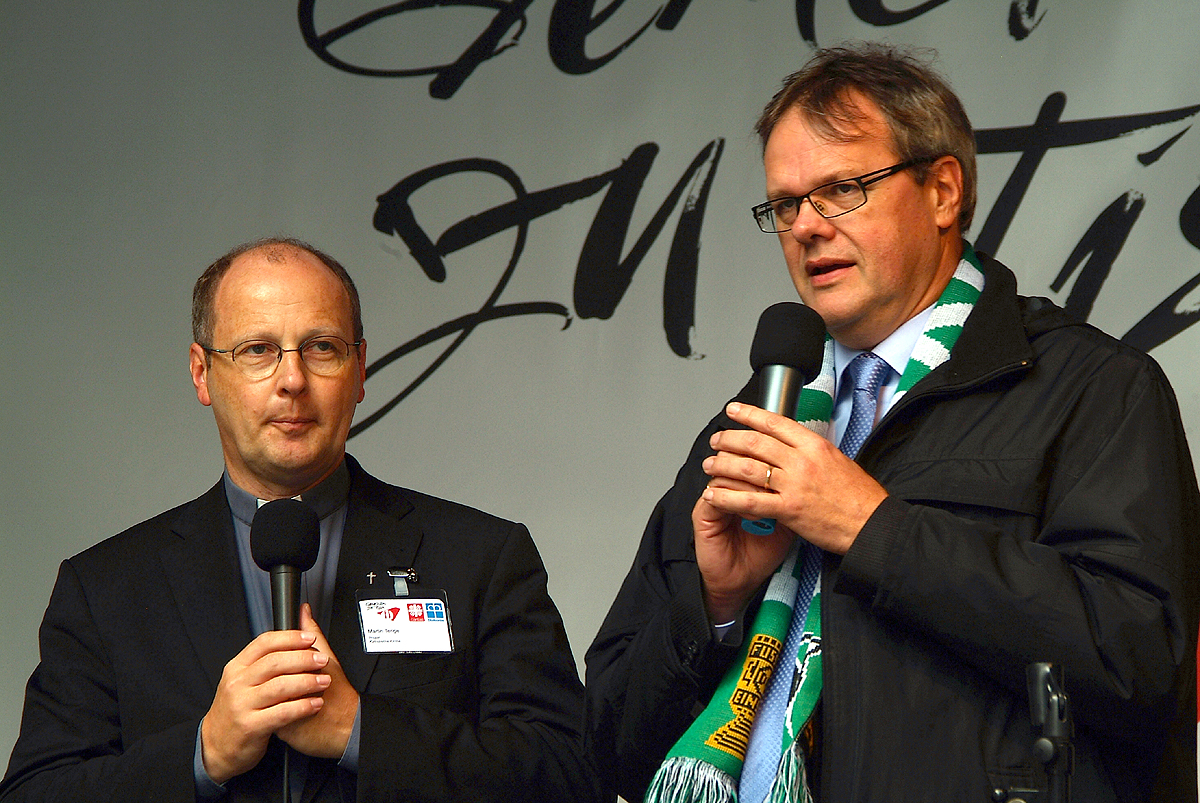
Während der Solidaritätstafel 2012 mit seinem katholischen Kollegen Martin Tenge, Propst an der Basilika St. Clemens

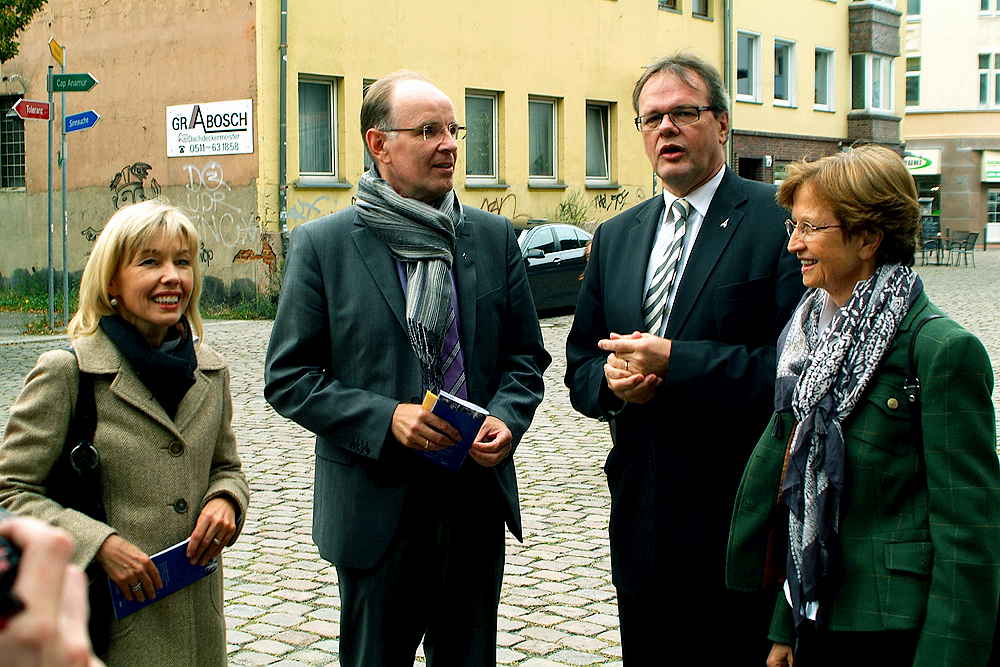
Doris Schröder-Köpf, Landesbischof Ralf Meister, Hans-Martin Heinemann und Professor Gudrun Schröfel vom Mädchenchor Hannover 2012 vor der Christuskirche

Hans-Martin Heinemann studierte Theologie und Kirchenmusik in Frankfurt am Main und Marburg, Noch während seiner Studienzeit absolvierte er eine Ausbildung an der Orgel, nach dem Studium sein Vikariat von 1977 bis 1979 in Lehrbach und Erbenhausen. Seine erste Pfarrstelle wurde 1979 die Stephanuskirche in Wiesbaden. In der Kurbadestadt war er von 1982 bis 1990 als Jugendpfarrer tätig. „In dieser Zeit initiierte er zentrale Jugendgottesdienste, entwickelte die Partnerschaftsarbeit mit DDR-Jugendpfarrern weiter“ und unterrichtete parallel an verschiedenen Oberstufen Wiesbadens.
Zu seiner Zeit als Jugendpfarrer machte Heinemann auch erste Erfahrungen in der Stadt Hannover: Während des Deutschen Evangelischen Kirchentages 1983 hatte er mit seinem hannoverschen Jugendpfarrer-Kollegen Walter Lampe und 60 Ehrenamtlichen vier Tage lang einen „Gute-Nacht-Treff“ organisiert. Zwei Jahre später lernte Hans-Martin Heinemann 1985 vor der Marktkirche in Hannover seine spätere Ehefrau kennen, die gebürtige Hannoveranerin Edeltraud Glänzer.
1991 wurde Heinemann zunächst stellvertretender, 2000 dann hauptamtlicher Dekan in Wiesbaden. In dieser leitenden Funktion hatte er über 43 Kirchengemeinden die Personalverantwortung für 80 Pastoren und rund 30 weitere Mitarbeiter.
Im März 2010 wurde Heinemann – gegenüber seinem Mitbewerber Pastor Bernd Schwarze aus Lübeck – in Hannover als Nachfolger von Wolfgang Puschmann zum neuen Stadtsuperintendenten gewählt.
Zu Beginn seiner leitenden Stellung in Hannover erklärte Heinemann entschieden, er wolle bei dem Reform- und Konzentrationsbedarf der hannoverschen Kirchengemeinden mit ihren rund 210000 Mitgliedern „die Menschen in den anstehenden Prozessen fordern, aber sie auch mitnehmen“. Bei Fusionen oder gar Abrissen überzähliger Kirchengebäude wären die „Trauerprozesse“ der Menschen ernstzunehmen.
Als weiteres Ziel nannte Heinemann die Einmischung in öffentliche Debatten sowie die Kontaktsuche zu Vereinen, Parteien und Unternehmen.
Hans-Martin Heinemann ist Vorsitzender der Kulturstiftung Marktkirche sowie stellvertretender Vorsitzender des Fördervereins Internationales Chorzentrum Christuskirche Hannover e.V.
Hans-Martin Heinemann hat drei Kinder.